# Список Народных героев Югославии/М
В настоящем списке в алфавитном порядке представлены все Народные герои Югославии, чьи фамилии начинаются с буквы «М» (всего 170 человек). В списке указаны даты присвоения звания и даты жизни Героев.
- Серым цветом в таблице выделены Герои, награждённые орденом Народного героя посмертно.

## Список Народных героев Югославии, фамилии которых начинаются с «М»
| № п/п | Фото | Фамилия, Имя          | Дата присвоения звания | Годы жизни                           |
| ----- | ---- | --------------------- | ---------------------- | ------------------------------------ |
| 635   |      | Мавсар, Ладо          | 27 ноября 1953         | 23 июня 1923 — 21 февраля 1944       |
| 636   |      | Маглайлич, Вахида     | 20 декабря 1951        | 17 апреля 1907 — 1 апреля 1943       |
| 637   |      | Маглайлич, Шевкет     | 27 ноября 1953         | 21 апреля 1912—1983                  |
| 638   |      | Мажар, Драго          | 27 ноября 1953         | 1918—1981                            |
| 639   |      | Мажар, Ивица          | 27 июля 1953           | 1915 — август 1941                   |
| 640   |      | Мажар, Йосип          | 26 июля 1949           | 18 сентября 1912 — 20 октября 1944   |
| 641   |      | Мазалица, Цвийо       | 24 июля 1953           | 1912—1986                            |
| 642   |      | Майцен, Милан         | 20 декабря 1951        | 17 ноября 1914 — 29 октября 1941     |
| 643   |      | Майсторович, Дане     | 20 декабря 1951        | 15 апреля 1922 — 20 августа 1944     |
| 644   |      | Максимович, Алекса    | 13 июля 1953           | 10 мая 1919 — октябрь 1943           |
| 645   |      | Мали-Хочевар, Албина  | 13 сентября 1952       | 12 сентября 1925 — 24 января 2001    |
| 646   |      | Маливук, Зага         | 27 ноября 1953         | 27 февраля 1919 — 7 июля 1942        |
| 647   |      | Малишич, Милош        | 27 ноября 1953         | 1910—1941                            |
| 648   |      | Мамич, Милош          | 5 июня 1951            | 1918 — 13 апреля 1942                |
| 649   |      | Мамула, Богдан        | 22 декабря 1951        | 13 апреля 1918 — 16 сентября 2002    |
| 650   |      | Мандич, Глигорие      | 10 июля 1952           | 1912—1994                            |
| 651   |      | Мандич, Раденко       | 20 декабря 1951        | 5 июня 1917 — 14 декабря 1988        |
| 652   |      | Манич, Миловое        | 27 ноября 1953         | 25 мая 1901 — 7 марта 1942           |
| 653   |      | Манойлович, Воислав   | 12 января 1945         | 11 января 1925 — 1944                |
| 654   |      | Манола, Сречко        | 24 июля 1953           | 1914—1979                            |
| 655   |      | Манджич, Пашага       | 24 июля 1953           | 1907—1975                            |
| 656   |      | Маракович, Никола     | 6 июля 1943            | 3 октября 1912 — 13 июня 1943        |
| 657   |      | Маревич, Станко       | 20 декабря 1951        | 13 мая 1922 — 25 мая 1944            |
| 658   |      | Мариянац, Раде        | 20 декабря 1951        | 27 августа 1916 — 4 июля 1943        |
| 659   |      | Марин, Лазар          | 23 декабря 1952        | 5 августа 1921 — осень 1944          |
| 660   |      | Маринко, Миха         | 27 ноября 1953         | 8 сентября 1900 — 19 августа 1983    |
| 661   |      | Маринкович, Иван      | 26 июля 1945           | 13 декабря 1905 — 21 апреля 1943     |
| 662   |      | Маринкович, Йован     | 14 декабря 1949        | 20 августа 1913 — 27 октября 1944    |
| 663   |      | Маринкович, Соня      | 25 октября 1943        | 3 апреля 1916 — 31 июля 1941         |
| 664   |      | Маринцель, Антон      | 27 ноября 1953         | 10 февраля 1917 — 26 января 1943     |
| 665   |      | Маричич, Живан        | 22 июля 1945           | 14 апреля 1911 — 22 мая 1943         |
| 666   |      | Марьянович, Йосип     | 20 декабря 1951        | 1905—1941                            |
| 667   |      | Марьянович, Микан     | 6 сентября 1942        | 7 октября 1920 — 25 января 1989      |
| 668   |      | Маркишич, Алекса      | 6 июля 1953            | 1908—1942                            |
| 669   |      | Маркович, Бора        | 6 июля 1945            | 1 декабря 1907 — 29 ноября 1941      |
| 670   |      | Маркович, Брана       | 24 июля 1953           | 1913—1943                            |
| 671   |      | Маркович, Драго       | 27 ноября 1953         | 5 ноября 1901 — 17 июля 1943         |
| 672   |      | Маркович, Живан       | 27 ноября 1953         | 1919 — март 1942                     |
| 673   |      | Маркович, Иван        | 13 марта 1945          | 3 апреля 1909 — 20 февраля 1942      |
| 674   |      | Маркович, Лазар       | 2 октября 1953         | 1 апреля 1925 — январь 2004          |
| 675   |      | Маркович, Милан       | 24 июля 1953           | 14 июля 1906 — 14 мая 1942           |
| 676   |      | Маркович, Мома        | 6 июля 1953            | 16 сентября 1912 — 7 августа 1992    |
| 677   |      | Маркович, Пейо        | 20 декабря 1951        | 1911—1941                            |
| 678   |      | Маркович, Светозар    | 5 декабря 1944         | 13 июля 1913 — 9 февраля 1943        |
| 679   |      | Марович, Александар   | 27 ноября 1953         | 1918 — 16 января 1943                |
| 680   |      | Мартинович, Блажо     | 20 декабря 1951        | 1920—1943                            |
| 681   |      | Мартинович, Марко     | 20 декабря 1951        | 1910—1943                            |
| 682   |      | Мартинович, Никола    | 10 июля 1952           | 9 мая 1915 — 26 декабря 1943         |
| 683   |      | Мартинович, Станко    | 11 июля 1945           | 5 мая 1916 — 16 июня 1943            |
| 684   |      | Марушич, Ивица        | 20 декабря 1951        | 6 марта 1912 — сентябрь 1942         |
| 685   |      | Марушич, Дарко        | 14 декабря 1949        | 6 декабря 1919 — 17 ноября 1943      |
| 686   |      | Масларич, Божидар     | 27 ноября 1953         | 10 августа 1895 — 5 апреля 1963      |
| 687   |      | Маслеша, Веселин      | 20 декабря 1951        | 20 апреля 1906 — 14 июня 1943        |
| 688   |      | Маслич, Омер          | 27 ноября 1953         | 21 ноября 1913 — октябрь 1942        |
| 689   |      | Масло, Карло          | 27 ноября 1953         | 1912—1988                            |
| 690   |      | Масловарич, Воймир    | 12 июля 1949           | 1914—1942                            |
| 691   |      | Матак, Манчо          | 20 декабря 1951        | 1920 — 25 мая 1944                   |
| 692   |      | Матейка, Евген        | 20 декабря 1951        | 6 ноября 1909 — 3 мая 1945           |
| 693   |      | Материч, Даница       | 27 ноября 1953         | 1921 — апрель 1943                   |
| 694   |      | Материч, Илия         | 27 ноября 1953         | 16 июля 1911 — 23 января 2004        |
| 695   |      | Матиевич, Милош       | 16 июля 1951           | 1 сентября 1902 — 17 декабря 1941    |
| 696   |      | Матиевич, Тихомир     | 13 марта 1945          | 1921—1943                            |
| 697   |      | Матич, Анка           | 2 октября 1953         | 9 августа 1918 — октябрь 1944        |
| 698   |      | Матич, Нада           | 6 июля 1953            | 1924—1944                            |
| 699   |      | Матич, Петар          | 20 декабря 1951        | 1920 — 2024                          |
| 700   |      | Матич, Стоян          | 27 ноября 1953         | 1915 — 27 февраля 1942               |
| 701   |      | Маткович, Милослав    | 20 декабря 1951        | 1918—1942                            |
| 702   |      | Маткович, Мирко       | 27 ноября 1953         | 3 ноября 1915 — 28 октября 2012      |
| 703   |      | Махнич, Рудолф        | 20 декабря 1951        | 6 ноября 1917 — 19 ноября 1943       |
| 704   |      | Мацура, Слободан      | 5 июля 1951            | 26 апреля 1918 — 21 марта 1943       |
| 705   |      | Мачек, Иван           | 15 июля 1952           | 28 мая 1908 — 1 апреля 1993          |
| 706   |      | Машера, Сергей        | 10 сентября 1973       | 11 мая 1912 — 17 апреля 1941         |
| 707   |      | Машкович, Елица       | 10 сентября 1973       | 1 декабря 1924 — 13/14 августа 1942  |
| 708   |      | Машкович, Саво        | 3 марта 1945           | 14 января 1914 — 4 декабря 1944      |
| 709   |      | Мегла, Винко          | 24 июля 1953           | 13 января 1922 — 27 января 1942      |
| 710   |      | Меде, Павла           | 20 декабря 1951        | 29 июня 1919 — 8 января 1943         |
| 711   |      | Мених, Йоже           | 27 ноября 1953         | 1922—1943                            |
| 712   |      | Менков, Борко         | 20 декабря 1951        | 1919—1941                            |
| 713   |      | Меньич, Станко        | 20 декабря 1951        | 1910—1944                            |
| 714   |      | Мерджич, Хусо         | 20 декабря 1951        | 1906 — апрель 1944                   |
| 715   |      | Метлич, Душан         | 20 декабря 1951        | 1912—1942                            |
| 716   |      | Мечава, Миле          | 24 июля 1953           | 1915 — 4 июня 1942                   |
| 717   |      | Мечава, Петар         | 27 июля 1945           | 22 июня 1914 — 22 октября 1944       |
| 718   |      | Мечар, Иван           | 24 июля 1953           | 27 декабря 1909 — 19 марта 1943      |
| 719   |      | Миялкович, Милан      | 5 июля 1951            | 1897—1941                            |
| 720   |      | Миятович, Цвиетин     | 27 ноября 1953         | 8 января 1913 — ноябрь 1993          |
| 721   |      | Микин, Бора           | 6 июля 1953            | 1909—1942                            |
| 722   |      | Миклавц, Владо        | 20 июля 1951           | 1918—1944                            |
| 723   |      | Миланович, Марко      | 6 июля 1953            | 26 октября 1919 — 20 октября 1944    |
| 724   |      | Милат, Вицко          | 8 сентября 1952        | 1914—2003                            |
| 725   |      | Милатович, Велько     | 27 ноября 1953         | 5 декабря 1921 — 19 октября 2004     |
| 726   |      | Милашинчич, Степан    | 5 июля 1951            | 1910—1941                            |
| 727   |      | Милевский, Мирко      | 9 октября 1953         | 23 апреля 1923 — 1 октября 1943      |
| 728   |      | Миленович, Синадин    | 20 декабря 1951        | 1896—1943                            |
| 729   |      | Миличевич, Раде       | 20 декабря 1951        | 1910—1943                            |
| 730   |      | Милованович, Войко    | 20 декабря 1951        | 1918—1943                            |
| 731   |      | Милованович, Живан    | 2 октября 1953         | 1919—1969                            |
| 732   |      | Милованович, Миодраг  | 20 мая 1944            | 12 февраля 1921 — апрель 1944        |
| 733   |      | Милойевич, Милойе     | 6 сентября 1942        | 16 марта 1912 — 8 июля 1984          |
| 734   |      | Милойевич, Раде       | 24 июля 1953           | 1918—1944                            |
| 735   |      | Милосавлевич, Даница  | 6 июля 1953            | 15 августа 1925 — 26 февраля 2018    |
| 736   |      | Милосавлевич, Йован   | 6 июля 1953            | 9 января 1919 — 8 августа 1941       |
| 737   |      | Милосавлевич, Милосав | 27 ноября 1953         | 27 ноября 1911 — 1 декабря 1986      |
| 738   |      | Милошевич, Бранко     | 27 ноября 1953         | 1923—1944                            |
| 739   |      | Милошевский, Тихомир  | 27 ноября 1953         | 13 июля 1915 — 1 апреля 1984         |
| 740   |      | Милутинович, Бранко   | 5 июля 1951            | 1918—1942                            |
| 741   |      | Милутинович, Душан    | 27 ноября 1953         | 1912—1944                            |
| 742   |      | Милутинович, Иван     | 6 июля 1945            | 27 сентября 1901 — 23 октября 1944   |
| 743   |      | Милянович, Любо       | 27 ноября 1953         | 1915—1945                            |
| 744   |      | Милянович, Никола     | 19 июня 1945           | 1914 — 1 июля 1944                   |
| 745   |      | Милянович, Петар      | 27 ноября 1953         | 1916—1942                            |
| 746   |      | Милятович, Драгойе    | 5 июля 1951            | 1908 — 5 декабря 1941                |
| 747   |      | Милевич, Велько       | 5 июля 1951            | 1916—1942                            |
| 748   |      | Милевич, Миланчич     | 20 декабря 1951        | 1909—1983                            |
| 749   |      | Милькович, Йоцо       | 27 ноября 1953         | 1920—1984                            |
| 750   |      | Милькович, Рада       | 6 июля 1953            | январь 1917 — 19 июля 1942           |
| 751   |      | Минич, Милош          | 9 октября 1953         | 28 августа 1914 — 5 сентября 2003    |
| 752   |      | Минич, Милун          | 6 июля 1953            | 1910—1942                            |
| 753   |      | Минич, Митар          | 24 июля 1953           | 1918—1989                            |
| 754   |      | Минич, Слободан       | 9 октября 1953         | 1920—1944                            |
| 755   |      | Миодрагович, Любиша   | 20 декабря 1951        | 1913 — 20 октября 1941               |
| 756   |      | Мирчев, Димче         | 2 августа 1949         | 13 сентября 1914 — 7 апреля 1944     |
| 757   |      | Мискин, Васо          | 26 июля 1945           | 14 января 1916 — 8 июля 1945         |
| 758   |      | Митич, Йован          | 6 июля 1953            | 13 октября 1920 — 17 января 1978     |
| 759   |      | Митрич, Йоже          | 27 ноября 1953         | 1912—1944                            |
| 760   |      | Митров, Данко         | 27 июля 1945           | 14 марта 1919—1942                   |
| 761   |      | Митрович, Вукица      | 9 мая 1945             | 28 декабря 1912 — 17 декабря 1941    |
| 762   |      | Митрович, Мика        | 6 июля 1945            | август 1912 — октябрь 1941           |
| 763   |      | Митрович, Радомир     | 10 июля 1951           | 1912—1942                            |
| 764   |      | Митрович, Ратко       | 25 сентября 1944       | 27 мая 1913 — 11 декабря 1941        |
| 765   |      | Митрович, Страхиня    | 20 декабря 1951        | 1922—1942                            |
| 766   |      | Мичунович, Благота    | 5 июля 1951            | 17 апреля 1912 — 27 марта 1942       |
| 767   |      | Мичунович, Велько     | 27 ноября 1953         | 16 января 1916 — 2 августа 1982      |
| 768   |      | Мичунович, Вукосава   | 10 июля 1952           | 15 марта 1921 — 24 февраля 2016      |
| 769   |      | Михайлович, Райко     | 27 ноября 1953         | 1909—1942                            |
| 770   |      | Михайловский, Злате   | 9 октября 1953         | 1926 — февраль 1944                  |
| 771   |      | Михайловский, Кирил   | 29 ноября 1953         | 9 июня 1916 — 20 мая 1991            |
| 772   |      | Михайловский, Михо    | 30 июля 1952           | 25 октября 1915 — 28 марта 2003      |
| 773   |      | Михевц, Йоже          | 21 июля 1953           | 1922—1944                            |
| 774   |      | Михелчич, Йоже        | 20 июля 1951           | 1914—1941                            |
| 775   |      | Мичич, Славко         | 23 июля 1952           | 1911—1942                            |
| 776   |      | Мичич, Спасойе        | 27 ноября 1953         | 1921—1985                            |
| 777   |      | Миджич, Эсад          | 5 июля 1951            | 1917 — 17 июля 1942                  |
| 778   |      | Мишчевич, Вера        | 27 ноября 1953         | 7 апреля 1925 — 10 октября 1944      |
| 779   |      | Младенович, Светомир  | 9 октября 1953         | 1915—1942                            |
| 780   |      | Младенович, Сретен    | 9 октября 1953         | 2 августа 1916 — 12 апреля 1942      |
| 781   |      | Мойсовский, Ангел     | 9 октября 1953         | 15 мая 1923 — 17 марта 2001          |
| 782   |      | Молек, Якоб           | 27 ноября 1953         | 20 июля 1914 — 7 марта 1945          |
| 783   |      | Молача, Милутин       | 20 декабря 1951        | 7 июля 1914 — 17 декабря 2003        |
| 784   |      | Морджин, Иван         | 14 декабря 1949        | 3 июня 1911 — 18 февраля 1944        |
| 785   |      | Мочник, Цвето         | 27 ноября 1953         | 1 мая 1914 — 26 апреля 1943          |
| 786   |      | Мошкрич, Йоже         | 20 декабря 1951        | 2 марта 1902 — 22 февраля 1943       |
| 787   |      | Мравляк, Душан        | 22 июля 1953           | 21 февраля 1914 — 8 января 1943      |
| 788   |      | Мразович, Карло       | 20 декабря 1951        | 26 октября 1902 — 23 сентября 1987   |
| 789   |      | Мракович, Блажо       | 27 ноября 1953         | 1911—1951                            |
| 790   |      | Мраович, Милан        | 14 декабря 1949        | 6 октября 1919 — 21 августа 1943     |
| 791   |      | Мржляк, Ибрахим       | 24 июля 1953           | 1924—1944                            |
| 792   |      | Мркоци, Марко         | 9 мая 1952             | 18 сентября 1918 — 8 февраля 1997    |
| 793   |      | Мркоци, Славко        | 9 мая 1952             | 2 октября 1922 — 21 сентября 1943    |
| 794   |      | Мугоша, Андрия        | 27 ноября 1953         | 22 декабря 1910 — 8 апреля 2006      |
| 795   |      | Мугоша, Душан         | 6 июля 1953            | 7 января 1914 — 8 августа 1973       |
| 796   |      | Мугоша, Рако          | 15 апреля 1947         | 1920—1947                            |
| 797   |      | Мугоша, Шпиро         | 7 августа 1942         | 10 декабря 1904 — 13/14 августа 1942 |
| 798   |      | Муйич, Сафет          | 24 июля 1953           | 1908—1942                            |
| 799   |      | Мукер, Иван           | 8 октября 1953         | 25 июня 1914 — 12 марта 1942         |
| 800   |      | Муних, Душан          | 20 декабря 1951        | 31 октября 1924 — 10 января 1945     |
| 801   |      | Мунчан, Славко        | 6 июля 1953            | 6 июня 1910 — 5 сентября 1941        |
| 802   |      | Муняс, Милан          | 20 декабря 1951        | 1 августа 1923 — декабрь 1943        |
| 803   |      | Мусич, Зечир          | 27 ноября 1953         | 6 сентября 1919 — 2 марта 1987       |
| 804   |      | Мутапович, Драгослав  | 27 ноября 1953         | 1912—1990                            |